# Thalassodraco etchesi
Thalassodraco etchesi (Морський дракон Етчеса) — єдиний вид викопного роду рід іхтіозаврів, що існував у пізній юрі. Названо у 2020 році на честь колекціонера скам'янілостей Стіва Етчеса, що знайшов його викопні рештки після обвалення скелі на березі моря.

## Опис

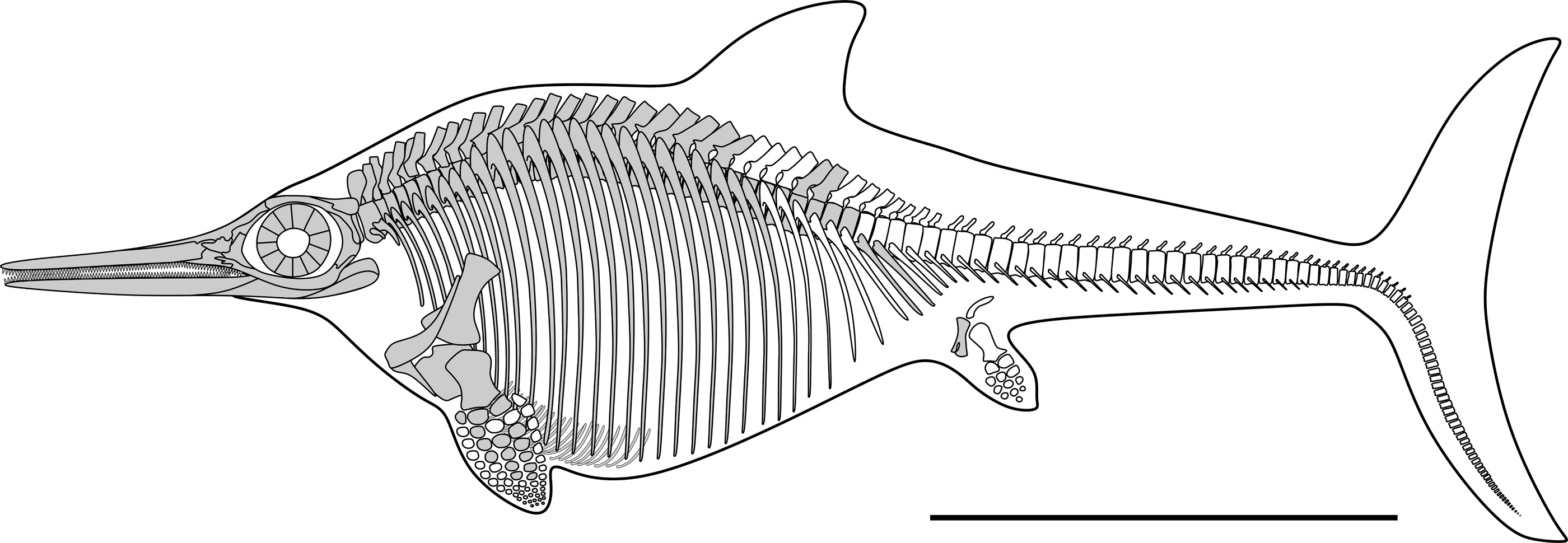
Скелетна реконструкція зразка MJML K1885, відомі рештки сірим.

Виявлено майже цілий череп з пов'язаними з ним хребцем, спинними ребрами, лівою передньою кінцівкою та іншими елементами.
Розмір коливався від 1,8 до 2 м. На верхній щелепі виявлено 200 дрібних, гладеньких зубів. У нього були неймовірно великі очі — це означає, що він може добре бачити слабке світло. Вважається, що мав кремезний тулуб, тісно зчеплений з головою. Мав надзвичайно глибоку грудну клітку. З такою глибокою грудною кліткою ця істота виглядала б дуже схожою на діжку. Мав порівняно невеликі передні ласти. Спинний плавець був схожий на дельфінячий. Хвіст нагадував акулячий.

## Спосіб життя
На думку дослідників, цей іхтіозавр був здатний пірнати глибоко, наче кашалот. Можливо, вів нічний спосіб життя. Дослідники вважають, що міг плавати в відмінному від інших іхтіозаврів стилі. Харчувався кальмарами та невеликими рибами.

## Поширення
Знайдено в затоці Роп-Лейк (Дорсет, Велика Британія). Скам'яніла щелепа лежала в плиті, яка спочатку була похована на глибині 100 м у шарі вапнякового дна. Зразок зберігається в Музеї морської флори та фауни юрського періоду в кімериджі.
Тісно був пов'язаний з іншими іхтіозаврами з роду Nannopterygius. Відповідно мешкав у північній частині сучасної Європи (від Великої Британії до Нової землі в Росії).